# Enfertuna
A Enfertuna - Tuna de Enfermagem da Madeira é uma tuna mista formada em 2004, composta por alunos e profissionais de enfermagem da Região Autónoma da Madeira.
Em Fevereiro de 2017 esteve presente no IV FesTiM – Festival de Tunas Mistas de Ponta Delgada, organizado pela Enf’In Tuna – Tuna Mista da Escola Superior de Enfermagem da Ponta Delgada, obtendo quatro premiações: Prémio Rally Tascas, Prémio Tuna + Bebedoura; Prémio Melhor Solista e Prémio Tuna + Tuna.
Em Outubro de 2017 arrecadou os prémios de Melhor Serenata e Tuna mais Tuna no X Tosta Mista - Festival de Tunas Mistas Cidade de Viseu, que teve como anfitriã a Estudantina Universitária de Viseu, onde se fez representar com 21 elementos.
Em Fevereiro de 2018 participou com 23 elementos no VII Oceanus - Festival de Tunas Mistas da Ilha Terceira, tendo como tuna anfitriã a Neptuna -Nobre Enfermagem Poderosa Tuna Universitária nos Açores, conseguindo os prémios de Melhor Solista, Tuna + Tema e Tuna + Tuna.